# Sojusz Prawdy i Sprawiedliwości
Sojusz Prawdy i Sprawiedliwości (ro. Dreptate și Adevăr, albo D.A.) – koalicja dwóch partii rumuńskich: Narodowej Partii Liberalnej i Partii Demokratycznej. Przestała istnieć w 2007 r. Powstała ona w 2002 roku, aby bardziej skutecznie przeciwstawiać się rządom Partii Socjaldemokratycznej. W wyborach parlamentarnych w 2004 Sojusz zajął 2 miejsce wprowadzając do rumuńskiej Izby Deputowanych 112 deputowanych (PNL – 64 i PD – 48), otrzymując 31,5% głosów, a do Senatu 49 senatorów. Partie stworzyły jeden klub parlamentarny, który miał 118 deputowanych (liberałowie – 68, demokraci – 50). Mimo drugiego miejsca Sojusz stworzył koalicyjny rząd razem z Węgierską Unią Demokratyczną w Rumunii.
W wyborach prezydenckich w 2004 roku Sojusz wystawił Traiana Băsescu, który z wynikiem 33,92% zajął drugie miejsce w 1 turze, natomiast w 2 turze otrzymał 51,23%, został Prezydentem Rumunii i tym samym pokonał posądzonego o korupcję członka Partii Socjaldemokratycznej Adriana Năstase, który 20 czerwca 2012 r. dokonał próby samobójczej po skazaniu go za korupcję przez sąd.